# Збірна Бразилії з хокею із шайбою
Збірна Бразилії з хокею із шайбою (порт. Seleção Brasileira de Hóquei no Gelo) — національна чоловіча збірна команда Бразилії, яка представляє країну на міжнародних змаганнях з хокею. Функціонування команди забезпечується Бразильська федерація зимових видів спорту яка є членом ІІХФ.

## Історія
Бразилія приєдналася до ІІХФ у 1984 році, але країна до цього часу не брала участі в чемпіонатах світу з хокею. У країні функціонують штучні ковзанки, хокейні клуби (у сезоні 2009/10 років налічувалось шість) проводять чемпіонат з хокею із шайбою. Майк Грінлей та Робін Регер, які народились у Бразилії виступали за команди НХЛ.
Збірна Бразилії брала участь у 2014 році в Панамериканських іграх з хокею. На цьому турнірі вони провели свій перший міжнародний матч проти збірної Мексики, в якому зазнали поразки 0:16.

## Панамериканські ігри
| Рік  | Господар | Результат | І | В | ВО | ПО | П |
| ---- | -------- | --------- | - | - | -- | -- | - |
| 2014 | Мехіко   | 5-е місце | 4 | 0 | 0  | 0  | 4 |
| 2015 | Мехіко   | 3-є місце | 5 | 3 | 0  | 0  | 2 |
| 2016 | Мехіко   | 4-е місце | 6 | 2 | 0  | 0  | 4 |
| 2017 | Мехіко   | 5-е місце | 6 | 5 | 0  | 0  | 1 |

## Статистика зустрічей на міжнародній арені
Станом на 11 червня 2017 року.
| Збірна    | І | В | Н | П | Ш      |
| --------- | - | - | - | - | ------ |
| Канада    | 1 | 0 | 0 | 1 | 0 : 16 |
| Аргентина | 3 | 2 | 0 | 1 | 13 : 7 |
| Чилі      | 1 | 1 | 0 | 0 | 9 : 0  |
| Колумбія  | 5 | 0 | 1 | 4 | 4 : 34 |
| Мексика   | 3 | 0 | 0 | 3 | 1 : 31 |